# أبو عبد الله محمد العاشر
أبو عبد الله محمد العاشر (1415 - 1454) هو محمد بن عثمان بن يوسف بن يوسف بن محمد بن يوسف بن إسماعيل بن فرج بن إسماعيل بن يوسف. من بني نصر أو بني الأحمر المنحدرة من قبيلة الخزرج القحطانية، حكم مملكة غرناطة في الأندلس فترتين بين عامي (1445 - 1448).